# Gustaf Erik Dahlgren
Gustaf Erik Dahlgren, född 29 december 1825 i Stockholm, död 19 maj 1891 i Lunde, Gudmundrå socken, var en svensk skådespelare.
Gustaf Erik Dahlgren var son till bryggardrängen Olof Dahlgren. Han arbetade först vid Johan Willehad Weselius och Norrmans teatersällskap 1845. Därefter var han anställd hos flera olika resande teatersällskap, bland att hos A. G. Wallin, vars teatertrupp han 1859 övertog i Karlskrona. Under de följande tio åren turnerade han runt om i Sverige, dels som direktör för sitt eget teatersällskap, delvis i samarbete med A. Th. Schwartz, Frans Ferdinand Novander, Gustaf Haqvinius och Johan August Berndt. Dahlgren var därefter 1869-1879 anställd vid olika resande teatersällskap och 1880-1883 vid Stora Teatern, Göteborg. I ungdomen utförde Dahlgren oftast hjälte- och älskarroller, bland hans senare mera bemärkta roller märks Fernando i Calderons Livet en dröm, Karl VII i Schillers Orleanska jungfrun, Erik XIII i Blanches Engelbrekt och hans dalkarlar samt Don Salluste de Bazano i Hugos Buy Bias. Han var gift med skådespelerskan Betty Håkansson.